# Manuel Díaz Ramírez
Manuel Díaz Ramírez (* 26. November 1888; † 21. Februar 1962) war ein mexikanischer Politiker und Historiker.
Bereits in früher Jugend war Díaz Ramírez aktiv in der mexikanischen Arbeiterbewegung. Zwischen 1907 und 1919 lebte er in den USA, auf Kuba und in anderen Staaten Mittelamerikas. 1919 gehörte er zu den Gründern der Mexikanischen Kommunistischen Partei (spanisch Partido Comunista Mexicano, PCM) sowie des kommunistischen Jugendverbandes (spanisch Federación de Jóvenes Comunistas, FJC). Er war Generalsekretär des PCM von 1921 bis 1922. 1921 nahm er auch am III. Weltkongress der Komintern in Moskau teil, auf dem er Lenin traf. Seit Beginn der 1930er Jahre widmete sich Díaz Ramírez intensiv der Geschichte der mexikanischen Arbeiterbewegung. Sein Hauptwerk Apuntes históricos del movimiento obrero y campesino de México, 1844–1880 (Historische Anmerkungen zur Arbeiter- und Bauernbewegung in Mexiko 1844–1880) erschien erstmals 1938 in Mexiko-Stadt.